# Duinzijdebij
De duinzijdebij (Colletes fodiens) is een vliesvleugelig insect uit de familie Colletidae. De wetenschappelijke naam van de soort is gepubliceerd in 1785 door Fourcroy.
Het mannetje wordt 8 tot 10 mm lang, het vrouwtje 9 tot 11 mm. De bijen vliegen van eind mei tot en met september en voeden zich met nectar uit gele composieten met buisjesbloemen, zoals boerenwormkruid en jacobskruiskruid. Het dier nestelt in een eigen gegraven nest in de grond met een voorkeur voor zand, maar ook in löss.
De soort komt voor in Zuid- en Centraal-Europa, noordelijk tot het zuiden van Zweden, en ook in Groot-Brittannië.